# 다마가와촌 (아이치현 야나군)
다마가와촌(玉川村)은 일본 아이치현 야나군에 설치되었던 촌이다. 현재의 도요하시시의 일부에 해당한다.